# گلوآتشی
گلوآتشی (نام علمی: Luscinia pectardens) نام یک گونه از سرده مه‌سراینده‌ها است.